# Bardoxolon-Methyl
Bardoxolon-Methyl ist ein experimenteller Arzneistoff, der zur Prävention von chronischem Nierenversagen bei Typ-2-Diabetikern untersucht wurde.
Der Methylester des Bardoxolons ist wie das strukturell verwandte und therapeutisch genutzte Omaveloxolon ein synthetisches Triterpenoid aus der Gruppe der Oleanolsäure-Abkömmlinge.